# Ernst Preisig
Ernst Preisig (* 17. November 1948 in Maienfeld; heimatberechtigt in Hundwil/AR) ist ein Schweizer Erziehungswissenschaftler. Er war Erster Direktor des Hochschulinstituts für Lehrerinnen- und Lehrerbildung NMS Bern sowie Gründungsrektor der Pädagogischen Hochschule Thurgau.

## Leben
Nach dem Erwerb des thurgauischen Lehrpatents am Seminar Kreuzlingen im Jahre 1969 unterrichtete Preisig einige Jahre an der Mehrklassenschule in Nussbaumen/TG. Gleichzeitig begann er an der Universität Zürich mit dem Studium der Pädagogik/Psychologie, das er 1976 an der Universität Bern mit dem Diplom für Erziehungsberatung/Jugendpsychologie abschloss. Nach einem kurzen Forschungsauftrag in der Freiburger Arbeitsgruppe für Lehrplanforschung (FAL) arbeitete er von 1977 bis 1980 als Forschungsassistent im Nationalen Programm «Soziale Reintegration» (Leitung: Meinrad Perrez) an der Universität Freiburg/CH. Gleichzeitig unterrichtete er in der Sekundarlehrerausbildung des Pädagogischen Instituts der Universität Freiburg. In der Politik engagierte sich Preisig in der SP Sense und gründete 1976 die Sozialdemokratische Ortspartei Schmitten/FR, als deren Präsident er amtete. Bezogen auf wissenschaftliche Vereinigungen wurde Preisig Vorstandsmitglied der Schweizerischen Gesellschaft für Bildungsforschung (SGBF) und Präsident der SGBF-Arbeitsgruppen «Hochschuldidaktik» und «Religionspädagogik».
1980 reichte er seine Dissertation «Das erzieherische Belohnungs- und Bestrafungsverhalten» an der Universität Bern ein. Ab dem Jahre 1982 gründete Preisig verschiedene Ausbildungsstätten: 1985 erfolgte die Gründung einer zweiten Diplommittelschule (heute Fachmittelschule) im Kanton Bern, 1987 die Gründung des Berner Seminars für Erwachsenenbildung, das heute in die aeb Schweiz-Akademie für Erwachsenenbildung integriert ist. Als letztes nach der Emeritierung 2012 gründete er die erste Schweizer Schule in China. Von 1988 bis 2001 leistete Preisig Militärdienst in der APF, Stab Bundesrat, als Fachoffizier in der Gruppe Psychologie. Bis 1998 war Preisig auch Mitglied des Kirchgemeinderates der Münsterkirchgemeinde Bern. 1999 erwarb Preisig das Zertifikat «Ausbildung von Fachpersonen für Qualitätsentwicklung im Schul- und Kindergartenbereich».
Preisig ist verheiratet und Vater von 4 erwachsenen Kindern.

## Schaffen
Während des Studiums schloss Preisig die OL-Expertenausbildung Jugend und Sport ab und gründete 1977 den OL-Klub «OL-Jugend Sense», die Vorgängerin des heutigen OLC Omström Sense.
Im Jahr 1980 wurde Preisig als Leiter der Arbeitsstelle für Hochschuldidaktik an der Universität Zürich, bzw. als wissenschaftlicher Mitarbeiter der Hochschulreformkommission (Leitung: Konrad Widmer) gewählt. Von 1982 bis 2002 leitete er das Lehrerinnen- und Kindergärtnerinnenseminar NMS Bern. Im Jahr 1987 übernahm er auch das Präsidium des Verbandes Evangelischer Schulen der Schweiz. Im Rahmen der Lehrerbildungsreform im Kanton Bern wurden die Seminare zugunsten des Aufbaus eines Gymnasiums und eines Hochschulinstituts geschlossen. 2001 wurde Preisig vom Regierungsrat des Kantons Bern zum geschäftsführenden Direktor am neuen Hochschulinstitut NMS Bern für Lehrerinnen- und Lehrerbildung gewählt. Eine externe Darstellung der 20-jährigen Leitungstätigkeit von Preisig findet sich im Werk «Das Salz in der Berner Bildungssuppe» (S.  231–266) von Katharina Kellerhals.
Als Abschluss der beruflichen Tätigkeit wurde er 2003 als Gründungsrektor der Pädagogischen Hochschule Thurgau (PHTG) berufen. In dieser Funktion wurde er auch Mitglied des Kooperationsrates der Internationalen Bodensee-Hochschule (IBH), der Schweizerischen Maturitätskommission sowie Präsident der Arbeitsgruppe «Anerkennung ausländischer Lehrdiplome» der Schweizerischen Erziehungsdirektoren-Konferenz. Schon bald nach der Gründung der ersten Hochschule im Kanton Thurgau begann die Zusammenarbeit mit der Universität Konstanz (Rektoren: Gerhart von Graevenitz, Ulrich Rüdiger). Im Zentrum stand die Schaffung des ersten Brückenlehrstuhls, erstmals besetzt durch Prof. Thomas Götz. So konnten – neben den Studiengängen Primarstufe und Vorschulstufe – in Zusammenarbeit mit der deutschen Universität über die Grenzen folgende neuen Studiengänge aufgebaut werden:
- Lehramt für die Sekundarstufe I
- Lehramt für die Sekundarstufe II
- Masterstudiengang für die «Frühe Kindheit»

Auf internationaler Ebene wurden verschiedene Hochschulkooperationen u. a. mit der Capital Normal University (CNU), Beijing, dem Cordon College, Haifa, Israel, der Escuela Superior de Formación de Maestros Simón Bolívar in La Paz, Bolivien, aufgebaut. 2005 erhielt Preisig von der PHTG den Professorentitel und 2012 die Verdienstmedaille der Universität Konstanz. Seit 2014 ist Preisig Lehrbeauftragter an der Universität Konstanz und an der Capital Normal University in Beijing. Im Jahre 2015 schuf Preisig beim TV-Sender Tele D das Sendegefäss «Bildung aktuell» und anschließend «Kein bisschen weise». 2020 erhielt Preisig Ehrenmitgliedschaft des Trägervereins der Swiss School Beijing.

## Veröffentlichungen
- Aspekte des Beurteilungs- und Selektionsprozesses Primarstufe-Sekundarstufe I. Diplomarbeit. Universität Bern, 1976.
- Erziehungsziele und unterrichtliches Handeln. In: Schweizer Schule. 1978.
- Ein Übertrittsverfahren auf dem Prüfstand. Vergleichende Analyse der prognostischen Gültigkeit von Lehrerurteil. Primarschulnoten, Intelligenztest und Aufnahmeprüfung. In: Bildungsforschung und Bildungspraxis. 1. Jahrg, Nr. 2/3, 1979, S. 138–144.
- Das erzieherische Belohnungs- und Bestrafungsverhalten, eine empirische Untersuchung zur Befragung sowie zu den Auswirkungen und Bedingungen erzieherischer Bekräftigung. Dissertation. Nationalbibliothek. 1980.
- mit Meinrad Perrez und Jean-Luc Patry: Konstruktion eines an der Verhaltenstheorie orientierten Fragebogens zur Erfassung des Bekräftigungs- und Bestrafungsverhaltens. In: Helmut Lukesch, Meinrad Perrez, Klaus Schneewind (Hrsg.): Familiäre Sozialisation und Intervention. Bern 1980, S. 35–65.
- Die Lehre vom richtigen Lehren: Hochschuldidaktik, eine neue Aufgabe der Universitäten. In: NZZ. 19/20.12., 1981, Nr. 295.
- mit Konrad Widmer: Hochschuldidaktische Ausbildung für Lehrende an der Universität Zürich. In: Berichte zur Hochschuldidaktik. Nr. 1/1980 (Le Rapport est publié en français dans PEDAGOGIQUES, Nr. 1981).
- Was leisten Fragebogen zur Untersuchung der Funktionalität zwischen Erzieher- und Erzogenenverhalten. In: J. L. Patry (Hrsg.): Feldforschung. Bern / Stuttgart / Wien 1981, S. 207–227.
- Produktion und Einsatz audiovisueller Medien an der Universität. Uni Zürich, Nr. 3, 1982, S. 13–14.
- Evaluation des hochschuldidaktischen Kurses «Microteaching». In: Zeitschrift für Hochschuldidaktik. 6/Nr. 4, 1982, S. 348–358.
- Tutorien. Anspruch oder Wirklichkeit. In: Bildungsforschung und Bildungspraxis. 4. Jahrg., Heft 3, 1982, S. 319–327.
- Microteachin. In: Apprendre à Apprendre et Apprendre à Enseigner, Les actes du Colloque Pédagogie Universitaire. Paris 1983, S. 98–108.
- Lehrerbildung und Schule in den USA. Bericht über das Forum «Restructuring Education» an der Universität Pittsburg, unveröff. 1992
- mit Maya Huber: Managing Schools in Switzerland. In: T. Brayan (Hrsg.): Managing Schools, The European Experience. New York 1998, S. 245–253.
- NMS-Direktor Preisig im Gespräch: Können Sie die NMS-Lehrerbildung ein zweites Mal retten? In: Berner Schule. Nov 2002, S. 18–19.
- Zwischen Kooperation und Wettbewerb. Wie sich die Pädagogischen Hochschulen entwickeln sollen. In: NZZ. 8. Sept 2008, Nr. 209.
- Abschied von der PHTG. In: Jahresbericht der PHTG. 2011, S. 5–8.
- Der lange Weg zu einer Schweizer Schule in Beijing. In: Ruizhong, Magazin der Gesellschaft Schweiz-China. Nr. 1, 2018, S. 14–16.